# Leaden Roding
Leaden Roding of Leaden Roothing is een civil parish in het bestuurlijke gebied Uttlesford, in het Engelse graafschap Essex. In 2001 telde het dorp 557 inwoners. Het dorp heeft een kerk.